# عرف إحليلي
العرف الإحليلي هو أحد الملامح التشريحية الموجودة في الجهاز البولي الذكري والأنثوي.
في الذكور، يعرف العرف الإحليلي بـ crista urethralis masculinae، أو crista phallica،
وهو طية طولية على الجدار الخلفي للإحليل الممتد من اللهاة في المثانة عبر الإحليل البروستاتي.
يتراوح طوله بين 15 و17 مم، ويبلغ عرضه حوالي 3 مم. ويحتوي على أنسجة عضلية انتصابية. عندما تنتفخ، قد تخدم لمنع مرور السائل المنوي إلى الوراء في المثانة.
عند الإناث، يعرف بـ crista urethralis femininae، وهو طية طولية بارزة من الغشاء المخاطي على الجدار الخلفي للإحليل.

## صور إضافية

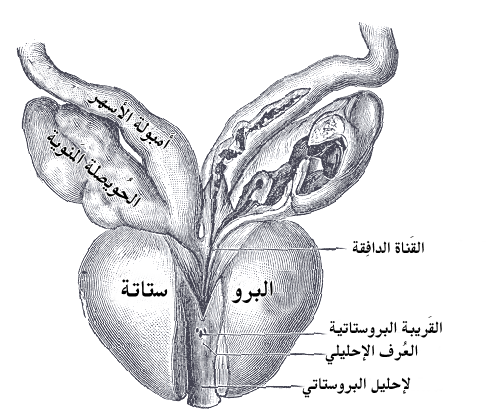
صورة أمامية للحويصلة المنوية وأمبولة مجرى تدفق المني.

## وصلات خارجية
- صور تشريحية:44:st-2200 في مركز داونستيت الطبي التابع لجامعة نيويورك - "The Male Pelvis: Urethral crest"
- درسٌ تشريحي حول pelvis مُعدٌ بواسطة ويسلي نورمان (جامعة جورجتاون). (malebladder)
- تشريح دارتموث figures/chapter_34/34-3.HTM